# Остров (Жуковский район, Брянская область)
Остров — деревня в Жуковском районе Брянской области, в составе Гришинослободского сельского поселения. Население — 30 человек (2010).

## Расположение
Деревня расположена на холме у реки Ветьма, в четырех километрах от Жуковки. Но автодороги из Жуковки нет, поскольку её мешает проложить водная преграда. Поэтому добираться на автотранспорте можно только в объезд — через Олсуфьево. Другой способ — доехать на поезде (12 минут от Жуковки)

## Застройка и благоустройство
Единственная улица в селе — Заречная — застроена частными домами, в основном деревянными. Начинается от железнодорожной платформы 194 км, заканчивается у берёзовой рощи. Дома не газифицированы, нет водопровода. Единственный телефонизированный дом сгорел в июле 2001 года. Владельцем этого дома был г-н Богунов, стараниями которого возле деревни и появилась железнодорожная платформа.
Социальных и торговых объектов нет.